# 平野裕子
平野 裕子（ひらの ゆうこ、1978年（昭和53年）4月6日 - ）は、日本の熊本県を中心に活動していた元ローカルタレント。熊本県玉名郡岱明町（現:玉名市）出身・玉名市在住。

## 略歴
2003年10月から2006年秋までRKKラジオのラジオカーリポーター「ミミーキャスター」として活動、ミミーキャスター卒業後も、リポーターを中心にローカルタレントとして2009年頃迄活動していた。
その後出産等を経て、2010年代は主婦業と育児の傍ら、イベントコンパニオンを中心に活動。熊本県御船町が制作したゆるキャラ「ふねまる」の「お姉さん」や、2019年に放送されたNHK大河ドラマ「いだてん〜東京オリムピック噺〜」に関連して、地元である玉名市が開設した期間限定のイベント施設「いだてん大河ドラマ館」において1年間コンパニオンをつとめた。
2020年2月頃より古巣のRKKラジオでのリポーター業を中心として活動を再開。その後同年12月からはリポーター業の傍ら、同局の「塚原まきこの福ミミらじお」のアシスタントディレクターをつとめていた。
2022年10月21日をもってアシスタントディレクターを「卒業」するとともに、再び活動を終了した。

## 人物・エピソード
2児の母。2021年には2児共に平野が勤務しているRKKラジオの番組「小学生の時間」の取材を受けており、この際平野も保護者として出演した。
実兄も「福ミミらじお」にゲスト出演したことがある。
ミミーキャスター時代は熊本市の熊本駅近隣で一人暮らしをしていたとのこと。

## 過去の出演番組等

### ラジオ
RKKラジオ
以下はいずれもリポーターとして出演。
- 桂木まやのシャバダバサタデー （2007年4月 - 2010年3月、2020年2月 - 最終回まで不定期出演）
- 塚原まきこの福ミミらじお（不定期、但し後述の理由で月・火・金曜除く）
- 糸永 大輔ラジオやってます （不定期）
- 土曜だ!!江越だ!? -2号車リポーター（現在は不定期[16]、2007年 - 2010年はレギュラー）

他多数

### テレビ
RKKテレビ
- 浩一のがまだせ!熊本（2007年 - 2008年）
- からふる（不定期出演、2021年 - 2022年）

他多数

### アシスタントディレクターとして

#### ラジオ
RKKラジオ
- 塚原まきこの福ミミらじお（月曜・火曜→月・火・金曜[17]、2020年12月 - 2022年10月21日）